# Eryngium nasturtiifolium
Eryngium nasturtiifolium là một loài thực vật có hoa trong họ Hoa tán. Loài này được Juss. ex F.Delaroche mô tả khoa học đầu tiên năm 1808.